# Табера (Нямц)
Табера (рум. Tabăra) — село у повіті Нямц в Румунії. Входить до складу комуни Ікушешть.
Село розташоване на відстані 274 км на північ від Бухареста, 52 км на схід від П'ятра-Нямца, 56 км на південний захід від Ясс.

## Населення
За даними перепису населення 2002 року у селі проживали 124 особи, усі — румуни. Усі жителі села рідною мовою назвали румунську.